# فاتح شين
فاتح شين (بالتركية: Fatih Şen)‏ هو لاعب كرة قدم تركي في مركز الوسط، ولد في 9 يناير 1984 في إسطنبول في تركيا. لعب مع أضنة دمير سبور وأضنة سبور وأوردو سبور وبولو سبور وسامسون سبور وغازي عنتاب بي.بي.كي وغازي عنتاب سبور وغيرسون سبور وكارسياكا.

## وصلات خارجية
- فاتح شين على موقع اتحاد تركيا (لاعب) (الإنجليزية)
- فاتح شين على موقع Soccerway.com (الإنجليزية)
- فاتح شين على موقع عالم كرة القدم.نت (الإنجليزية)